# 클레부딘
클레부딘(Clevudine)은 B형 간염 바이러스(HBV) 치료를 위한 항바이러스제이다. 아데포비르와 병용 투여에 관한 연구가 진행 중이다. 대표적인 부작용으로 근병증이 있다.

## 같이 보기
- B형 간염
- B형 간염 바이러스(HBV)